# Dyskografia Editors
Editors, brytyjski zespół rockowy z siedzibą w Birmingham, wydał dotychczas 7 albumów studyjnych, 5 albumów kompilacyjnych, 1 box set, 3 minialbumy oraz około 35 singli i teledysków (stan na czerwiec 2025 roku).
Ich debiutancki album The Back Room ukazał się w 2005 roku. Znalazły się na nim takie hity jak „Munich” i „Blood”, a w kolejnym roku płyta otrzymała nominację nagrody Mercury Prize. Ich kolejny album An End Has a Start w czerwcu 2007 roku znalazł się na pierwszym miejscu listy przebojów w Wielkiej Brytanii, a zespołowi przyniósł nominację do Brit Awards 2008 w kategorii najlepszy brytyjski zespół. Album ten przyniósł także kolejny przebój, który znalazł się w pierwszej dziesiątce list przebojów – „Smokers Outside the Hospital Doors”. 
Ich trzeci album studyjny, In This Light and on This Evening, ukazał się w październiku 2009 roku i zadebiutował na pierwszym miejscu listy przebojów w Wielkiej Brytanii. Zespół wydał swój czwarty album studyjny, The Weight of Your Love, w lipcu 2013 roku, a w październiku 2015 roku ukazał się In Dream. W 2018 roku premierę miał szósty album Violence, a ich siódma płyta, EBM, ukazała się we wrześniu 2022 roku.

## Albumy

### Albumy studyjne
| Rok                                                     | Tytuł                             | Szczegóły                                                                      | Najwyższa pozycja na liście | Najwyższa pozycja na liście | Najwyższa pozycja na liście | Najwyższa pozycja na liście | Najwyższa pozycja na liście | Najwyższa pozycja na liście | Najwyższa pozycja na liście | Najwyższa pozycja na liście | Najwyższa pozycja na liście | Najwyższa pozycja na liście | Najwyższa pozycja na liście | Certyfikaty (status)                                    |
| Rok                                                     | Tytuł                             | Szczegóły                                                                      | UK                          | BEL (FL)                    | BEL (WA)                    | FRA                         | GER                         | IRL                         | ITA                         | NLD                         | SCO                         | SWI                         | US                          | Certyfikaty (status)                                    |
| ------------------------------------------------------- | --------------------------------- | ------------------------------------------------------------------------------ | --------------------------- | --------------------------- | --------------------------- | --------------------------- | --------------------------- | --------------------------- | --------------------------- | --------------------------- | --------------------------- | --------------------------- | --------------------------- | ------------------------------------------------------- |
| 2005                                                    | The Back Room                     | - Data: 25 lipca 2005 - Wydawca: Kitchenware - Format: CD, LP, download        | 2                           | 53                          | 74                          | 107                         | —                           | 23                          | —                           | 30                          | 2                           | —                           | —                           | - BPI: Platyna - BEA: Złoto - IRMA: Złoto - NVPI: Złoto |
| 2007                                                    | An End Has a Start                | - Data: 25 czerwca 2007 - Wydawca: Kitchenware - Format: CD, LP, download      | 1                           | 5                           | 45                          | 56                          | 24                          | 7                           | 47                          | 2                           | 1                           | 31                          | 117                         | - BPI: Platyna - BEA: Złoto - IRMA: Złoto               |
| 2009                                                    | In This Light and on This Evening | - Data: 12 października 2009 - Wydawca: Kitchenware - Format: CD, LP, download | 1                           | 2                           | 7                           | 41                          | 8                           | 4                           | 20                          | 3                           | 2                           | 12                          | —                           | - BPI: Złoto - BEA: Platyna                             |
| 2013                                                    | The Weight of Your Love           | - Data: 28 czerwca 2013 - Wydawca: PIAS - Format: CD, LP, download             | 6                           | 1                           | 4                           | 39                          | 4                           | 9                           | 9                           | 1                           | 7                           | 4                           | —                           | - BPI: Srebro - BEA: Złoto                              |
| 2015                                                    | In Dream                          | - Data: 2 października 2015 - Wydawca: PIAS - Format: CD, LP, download         | 5                           | 1                           | 5                           | 47                          | 11                          | 14                          | 11                          | 1                           | 4                           | 7                           | —                           | - BEA: Złoto - NVPI: Złoto                              |
| 2018                                                    | Violence                          | - Data: 9 marca 2018 - Wydawca: PIAS - Format: CD, LP, download                | 6                           | 1                           | 3                           | 49                          | 6                           | 20                          | 24                          | 2                           | 5                           | 10                          | —                           |                                                         |
| 2022                                                    | EBM                               | - Data: 23 września 2022 - Wydawca: PIAS - Format: CD, LP, download            | 10                          | 2                           | 6                           | 122                         | 6                           | —                           | 97                          | 2                           | 4                           | 10                          | —                           |                                                         |
| „—” oznacza, że album nie był notowany na danej liście. |                                   |                                                                                |                             |                             |                             |                             |                             |                             |                             |                             |                             |                             |                             |                                                         |
| [ 1 ] [ 16 ]                                            | [ 1 ] [ 16 ]                      | [ 1 ] [ 16 ]                                                                   | [ 17 ]                      | [ 18 ]                      | [ 18 ]                      | [ 18 ]                      | [ 18 ]                      | [ 19 ]                      | [ 18 ]                      | [ 18 ]                      | [ 17 ]                      | [ 18 ]                      | [ 20 ]                      |                                                         |

### Kompilacje
| Rok                                                     | Tytuł                       | Szczegóły                                                               | Najwyższa pozycja na liście | Najwyższa pozycja na liście | Najwyższa pozycja na liście | Najwyższa pozycja na liście | Najwyższa pozycja na liście | Najwyższa pozycja na liście | Najwyższa pozycja na liście | Najwyższa pozycja na liście | Najwyższa pozycja na liście | Najwyższa pozycja na liście |
| Rok                                                     | Tytuł                       | Szczegóły                                                               | UK                          | BEL (FL)                    | BEL (WA)                    | FRA                         | GER                         | IRL                         | ITA                         | NLD                         | SPA                         | SWI                         |
| ------------------------------------------------------- | --------------------------- | ----------------------------------------------------------------------- | --------------------------- | --------------------------- | --------------------------- | --------------------------- | --------------------------- | --------------------------- | --------------------------- | --------------------------- | --------------------------- | --------------------------- |
| 2019                                                    | Black Gold: Best of Editors | - Data: 25 października 2019 - Wydawca: PIAS - Format: CD, LP, download | 28                          | 2                           | 18                          | 115                         | 21                          | 72                          | 61                          | 8                           | 44                          | 94                          |
| 2020                                                    | You Are Fading IV           | - Data: 26 kwietnia 2020 - Format: download, streaming                  | —                           | —                           | —                           | —                           | —                           | —                           | —                           | —                           | —                           | —                           |
| 2020                                                    | You Are Fading III          | - Data: 27 kwietnia 2020 - Format: download, streaming                  | —                           | —                           | —                           | —                           | —                           | —                           | —                           | —                           | —                           | —                           |
| 2020                                                    | You Are Fading II           | - Data: 17 maja 2020 - Format: download, streaming                      | —                           | —                           | —                           | —                           | —                           | —                           | —                           | —                           | —                           | —                           |
| 2020                                                    | You Are Fading I            | - Data: 8 czerwca 2020 - Format: download, streaming                    | —                           | —                           | —                           | —                           | —                           | —                           | —                           | —                           | —                           | —                           |
| „—” oznacza, że album nie był notowany na danej liście. |                             |                                                                         |                             |                             |                             |                             |                             |                             |                             |                             |                             |                             |
| [ 1 ] [ 16 ]                                            | [ 1 ] [ 16 ]                | [ 1 ] [ 16 ]                                                            | [ 17 ]                      | [ 18 ]                      | [ 18 ]                      | [ 18 ]                      | [ 18 ]                      | [ 19 ]                      | [ 18 ]                      | [ 18 ]                      | [ 18 ]                      | [ 18 ]                      |

### Box sety
| Rok  | Tytuł    | Szczegóły                                                               | Źr.    |
| ---- | -------- | ----------------------------------------------------------------------- | ------ |
| 2011 | Unedited | - Data: 28 marca 2011 - Wydawca: Kitchenware - Format: CD, LP, download | [ 25 ] |

## Minialbumy
| Rok                                                         | Tytuł                                    | Szczegóły                                                                     | Najwyższa pozycja na liście | Najwyższa pozycja na liście | Najwyższa pozycja na liście | Najwyższa pozycja na liście | Najwyższa pozycja na liście | Najwyższa pozycja na liście | Najwyższa pozycja na liście | Najwyższa pozycja na liście | Najwyższa pozycja na liście |
| Rok                                                         | Tytuł                                    | Szczegóły                                                                     | UK Sales                    | UK Indie                    | AUT                         | BEL (FL)                    | BEL (WA)                    | GER                         | NLD                         | SCO                         | SWI                         |
| ----------------------------------------------------------- | ---------------------------------------- | ----------------------------------------------------------------------------- | --------------------------- | --------------------------- | --------------------------- | --------------------------- | --------------------------- | --------------------------- | --------------------------- | --------------------------- | --------------------------- |
| 2003                                                        | Snowfield Demo EP                        | - Data: 2003 - Własne wydanie jako Snowfield - Format: CD                     | —                           | —                           | —                           | —                           | —                           | —                           | —                           | —                           | —                           |
| 2006                                                        | Napster EP (Live Session)                | - Data: 27 marca 2006 - Wydawca: Kitchenware - Format: download               | —                           | —                           | —                           | —                           | —                           | —                           | —                           | —                           | —                           |
| 2013                                                        | Live At Telekom Street Gigs, Frankfurt   | - Data: 14 sierpnia 2013 - Wydawca: PIAS - Format: download, streaming        | —                           | —                           | —                           | —                           | —                           | —                           | —                           | —                           | —                           |
| 2013                                                        | Spotify Session – Live At Spotify Madrid | - Data: 7 października 2013 - Wydawca: PIAS - Format: download, streaming     | —                           | —                           | —                           | —                           | —                           | —                           | —                           | —                           | —                           |
| 2019                                                        | The Blanck Mass Sessions                 | - Data: 3 kwietnia 2019 - Wydawca: PIAS - Format: CD, LP, download, streaming | 34                          | 12                          | 67                          | 13                          | 109                         | 53                          | 36                          | 50                          | 90                          |
| „—” oznacza, że minialbum nie był notowany na danej liście. |                                          |                                                                               |                             |                             |                             |                             |                             |                             |                             |                             |                             |
| [ 1 ] [ 16 ]                                                | [ 1 ] [ 16 ]                             | [ 1 ] [ 16 ]                                                                  | [ 17 ]                      | [ 17 ]                      | [ 18 ]                      | [ 18 ]                      | [ 18 ]                      | [ 18 ]                      | [ 18 ]                      | [ 17 ]                      | [ 18 ]                      |

## Single
| Rok | Tytuł                                | Najwyższa pozycja na liście | Najwyższa pozycja na liście | Najwyższa pozycja na liście | Najwyższa pozycja na liście | Najwyższa pozycja na liście | Najwyższa pozycja na liście | Najwyższa pozycja na liście | Najwyższa pozycja na liście | Najwyższa pozycja na liście | Najwyższa pozycja na liście | Album                             |
| Rok | Tytuł                                | UK                          | AUT                         | BEL (FL)                    | BEL (WA)                    | FRA                         | GER                         | IRL                         | NLD                         | POL (LP3)                   | SWI                         | Album                             |
| --- | ------------------------------------ | --------------------------- | --------------------------- | --------------------------- | --------------------------- | --------------------------- | --------------------------- | --------------------------- | --------------------------- | --------------------------- | --------------------------- | --------------------------------- |
| 2005 | „Bullets”                            | 27                          | —                           | —                           | —                           | —                           | —                           | —                           | —                           | —                           | —                           | The Back Room                     |
| 2005 | „Munich”                             | 10                          | —                           | —                           | —                           | —                           | —                           | 42                          | 97                          | —                           | —                           | The Back Room                     |
| 2005 | „Blood”                              | 18                          | —                           | —                           | —                           | —                           | —                           | —                           | —                           | —                           | —                           | The Back Room                     |
| 2006 | „All Sparks”                         | 21                          | —                           | —                           | —                           | —                           | 82                          | —                           | —                           | —                           | —                           | The Back Room                     |
| 2007 | „Smokers Outside the Hospital Doors” | 7                           | —                           | 47                          | —                           | —                           | —                           | 39                          | 89                          | 31                          | —                           | An End Has a Start                |
| 2007 | „An End Has a Start”                 | 27                          | —                           | —                           | —                           | —                           | 88                          | —                           | 90                          | —                           | —                           | An End Has a Start                |
| 2007 | „The Racing Rats”                    | 26                          | —                           | 36                          | —                           | —                           | —                           | —                           | 20                          | 35                          | —                           | An End Has a Start                |
| 2008 | „Push Your Head Towards the Air”     | —                           | —                           | —                           | —                           | —                           | —                           | —                           | —                           | —                           | —                           | An End Has a Start                |
| 2008 | „Bones”                              | —                           | —                           | —                           | —                           | —                           | —                           | —                           | —                           | 22                          | —                           | An End Has a Start                |
| 2009 | „Papillon”                           | 23                          | 44                          | 1                           | 6                           | —                           | 43                          | —                           | 16                          | 1                           | 52                          | In This Light and On This Evening |
| 2010 | „You Don't Know Love”                | —                           | —                           | —                           | —                           | —                           | —                           | —                           | —                           | 15                          | —                           | In This Light and On This Evening |
| 2010 | „Last Day”                           | —                           | —                           | —                           | —                           | 79                          | —                           | —                           | —                           | —                           | —                           | brak                              |
| 2010 | „Eat Raw Meat = Blood Drool”         | —                           | —                           | —                           | —                           | —                           | —                           | —                           | —                           | —                           | —                           | In This Light and On This Evening |
| 2010 | „No Sound But the Wind”              | —                           | —                           | 1                           | 37                          | —                           | —                           | —                           | 72                          | —                           | —                           | In This Light and On This Evening |
| 2013 | „A Ton of Love”                      | —                           | —                           | 32                          | —                           | —                           | —                           | —                           | 54                          | 50                          | —                           | The Weight of Your Love           |
| 2013 | „Formaldehyde”                       | —                           | —                           | —                           | —                           | —                           | —                           | —                           | —                           | 28                          | —                           | The Weight of Your Love           |
| 2013 | „Honesty”                            | —                           | —                           | —                           | —                           | —                           | —                           | —                           | —                           | 38                          | —                           | The Weight of Your Love           |
| 2014 | „Sugar”                              | —                           | —                           | —                           | —                           | —                           | —                           | —                           | —                           | 18                          | —                           | The Weight of Your Love           |
| 2014 | „What Is This Thing Called Love”     | —                           | —                           | —                           | —                           | —                           | —                           | —                           | —                           | —                           | —                           | The Weight of Your Love           |
| 2015 | „No Harm”                            | —                           | —                           | —                           | —                           | —                           | —                           | —                           | —                           | —                           | —                           | In Dream                          |
| 2015 | „Marching Orders”                    | —                           | —                           | —                           | —                           | —                           | —                           | —                           | —                           | —                           | —                           | In Dream                          |
| 2015 | „Life is a Fear”                     | —                           | —                           | 40                          | —                           | —                           | —                           | —                           | —                           | 48                          | —                           | In Dream                          |
| 2015 | „Ocean of Night”                     | —                           | —                           | —                           | —                           | —                           | —                           | —                           | —                           | 41                          | —                           | In Dream                          |
| 2016 | „Forgiveness”                        | —                           | —                           | —                           | —                           | —                           | —                           | —                           | —                           | —                           | —                           | In Dream                          |
| 2016 | „All the Kings”                      | —                           | —                           | 47                          | —                           | —                           | —                           | —                           | —                           | 31                          | —                           | In Dream                          |
| 2018 | „Magazine”                           | —                           | —                           | —                           | —                           | —                           | —                           | —                           | —                           | 50                          | —                           | Violence                          |
| 2018 | „Hallelujah (So Low)”                | —                           | —                           | —                           | —                           | —                           | —                           | —                           | —                           | 45                          | —                           | Violence                          |
| 2018 | „Darkness at the Door”               | —                           | —                           | —                           | —                           | —                           | —                           | —                           | —                           | 55                          | —                           | Violence                          |
| 2018 | „Cold”                               | —                           | —                           | —                           | —                           | —                           | —                           | —                           | —                           | 55                          | —                           | Violence                          |
| 2019 | „Frankenstein”                       | —                           | —                           | —                           | —                           | —                           | —                           | —                           | —                           | —                           | —                           | Black Gold                        |
| 2019 | „Black Gold”                         | —                           | —                           | —                           | —                           | —                           | —                           | —                           | —                           | —                           | —                           | Black Gold                        |
| 2020 | „Upside Down”                        | —                           | —                           | —                           | —                           | —                           | —                           | —                           | —                           | —                           | —                           | Black Gold                        |
| 2022 | „Heart Attack”                       | —                           | —                           | —                           | —                           | —                           | —                           | —                           | —                           | ×                           | —                           | EBM                               |
| 2022 | „Karma Climb”                        | —                           | —                           | —                           | —                           | —                           | —                           | —                           | —                           | ×                           | —                           | EBM                               |
| 2022 | „Kiss”                               | —                           | —                           | —                           | —                           | —                           | —                           | —                           | —                           | ×                           | —                           | EBM                               |
| 2022 | „Vibe”                               | —                           | —                           | —                           | —                           | —                           | —                           | —                           | —                           | ×                           | —                           | EBM                               |
| „—” oznacza, że singel nie był notowany na danej liście. "×" oznacza okresy, w których listy nie istniały bądź nie były archiwizowane. |                                      |                             |                             |                             |                             |                             |                             |                             |                             |                             |                             |                                   |
| [ 1 ] [ 16 ] | [ 1 ] [ 16 ]                         | [ 17 ]                      | [ 18 ]                      | [ 18 ]                      | [ 18 ]                      | [ 18 ]                      | [ 18 ]                      | [ 19 ]                      | [ 18 ]                      | [ 32 ]                      | [ 18 ]                      | [ 1 ] [ 16 ]                      |

## Teledyski
| Rok  | Piosenka                             | Reżyseria                   | Źr.           |
| ---- | ------------------------------------ | --------------------------- | ------------- |
| 2005 | „Bullets” (wersja 1.)                | Mike Brady                  | [ 33 ]        |
| 2005 | „Munich”                             | Mark Thomas                 | [ 34 ] [ 35 ] |
| 2005 | „Blood”                              | Chris Hopewell, Matt Freeth | [ 36 ] [ 37 ] |
| 2005 | „Bullets” (wersja 2.)                | Martin de Thurah            | [ 38 ] [ 39 ] |
| 2006 | „All Sparks”                         | Lee Lennox                  | [ 40 ] [ 41 ] |
| 2007 | „Smokers Outside the Hospital Doors” | Arni & Kinski               | [ 42 ] [ 39 ] |
| 2007 | „An End Has a Start”                 | Diane Martel                | [ 43 ]        |
| 2007 | „The Racing Rats”                    | Vince Haycock               | [ 39 ]        |
| 2008 | „Push Your Head Towards the Air”     | Paul Minor                  | [ 39 ]        |
| 2008 | „Bones”                              | Russell Leetch              | [ 44 ]        |
| 2009 | „Papillon”                           | Andrew Douglas              | [ 45 ]        |
| 2010 | „You Don't Know Love”                | Arni & Kinski               | [ 46 ]        |
| 2010 | „Eat Raw Meat = Blood Drool”         | The Lennox Brothers         | [ 47 ]        |
| 2013 | „A Ton of Love”                      | Soup Collective             | [ 39 ]        |
| 2013 | „The Weight”                         | nieznany                    | [ 39 ]        |
| 2013 | „Formaldehyde”                       | Ben Wheatley                | [ 39 ] [ 48 ] |
| 2013 | „Honesty”                            | Favourite Colour: Black     | [ 39 ]        |
| 2014 | „Sugar”                              | Joe Vanhoutteghem           | [ 39 ]        |
| 2014 | „What Is This Thing Called Love”     | nieznany                    | [ 39 ]        |
| 2015 | „No Harm”                            | Rahi Rezvani                | [ 39 ]        |
| 2015 | „Marching Orders”                    | Rahi Rezvani                | [ 39 ]        |
| 2015 | „Life Is a Fear”                     | Rahi Rezvani                | [ 49 ]        |
| 2015 | „Ocean of Night”                     | Rahi Rezvani                | [ 50 ]        |
| 2016 | „All the Kings”                      | Rahi Rezvani                | [ 51 ]        |
| 2018 | „Magazine”                           | Rahi Rezvani                | [ 52 ]        |
| 2018 | „Hallelujah (So Low)”                | Rahi Rezvani                | [ 53 ]        |
| 2018 | „Darkness at the Door”               | Rahi Rezvani                | [ 54 ]        |
| 2018 | „Cold”                               | Rahi Rezvani                | [ 55 ] [ 56 ] |
| 2019 | „Barricades”                         | Hi-sim                      | [ 57 ]        |
| 2019 | „Frankenstein”                       | Gregory Ohrel               | [ 58 ]        |
| 2019 | „Black Gold”                         | Rahi Rezvani                | [ 59 ]        |
| 2022 | „Heart Attack”                       | Felix Geen                  | [ 60 ]        |
| 2022 | „Karma Climb”                        | Justin Lockey, James Lockey | [ 61 ]        |
| 2022 | „Kiss”                               | Justin Lockey, James Lockey | [ 62 ]        |
| 2022 | „Picturesque”                        | Ellie Madeland              | [ 63 ]        |